# Агентство внутренней безопасности

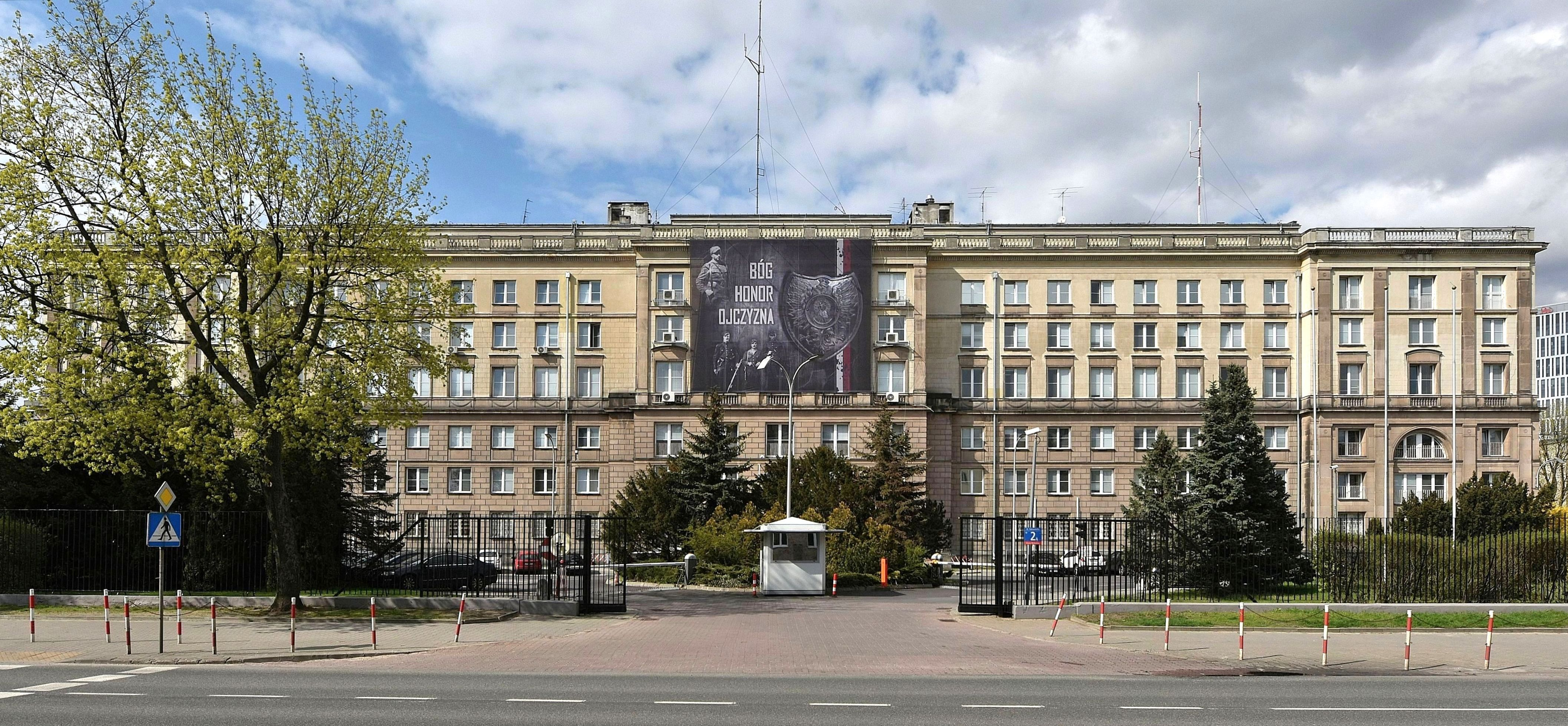
Штаб-квартира ABW, Варшава, район Мокотув

Агентство внутренней безопасности (пол. Agencja Bezpieczeństwa Wewnętrznego, ABW) — спецслужба Польши, в задачи которой входит обеспечение внутренней безопасности, включая контрразведку, борьбу с терроризмом, контрабандой оружия, незаконным оборотом наркотиков, организованной преступностью, коррупцией и экономическими преступлениями. Его полномочия включают в себя проведение расследований, оперативно-розыскную работу, аресты подозреваемых, проведение контртеррористических операций с участием антитеррористических подразделений. Штаб-квартира ABW находится в Варшаве на улице Раковецка в районе Мокотув. Руководитель ABW подчиняется непосредственно премьер-министру Польши, который в свою очередь, обеспечивает контроль за ABW.

## История
ABW было создано во время премьерства Лешека Миллера 29 июня 2002. В мае депутаты польского Сейма одобрили законопроект о реформе спецслужб, в соответствии с которым было ликвидировано Управление охраны государства и созданы две новые спецслужбы — Агентство внутренней безопасности и Агентство разведки (Agencja Wywiadu,AW).

## Функции и организационная структура
В соответствии со статьёй 5 Закона 2002 года в компетенцию ABW входит защита польских граждан, собственности и государства по ряду направлений, включая внутреннюю контрразведку, обеспечение экономической безопасности, борьбу с терроризмом и контрабандой оружия, борьбу с организованной преступностью, защиту секретной информации, в том числе компьютерную безопасность. ABW в своей деятельности взаимодействует с другими спецслужбами и силовыми ведомствами страны, включая Агентство разведки, полицию, пограничную охрану и Бюро охраны правительства. ABW также ведёт борьбу с коррупцией среди государственных органов и должностных лиц. Согласно докладу за 2009 год, ABW мониторит 82 государственных предприятия в процессе приватизации, а также контролирует использование фондов Европейского Союза польской казной. Объектом расследования ABW по поводу финансовых нарушений были сотрудники многих министерств Польши, включая министерства финансов, обороны, охраны окружающей среды, юстиции, внутренних дел и администрации, и Генеральной дирекции железных дорог и автодорог. ABW имеет право задерживать подозреваемых лиц, проводить осмотр помещений, досматривать грузы, наземный, водный и воздушный транспорт, а также обращаться за содействием к другим польским спецслужбам и государственным органам.
Штаб-квартира ABW находится в районе Мокотув в Варшаве по улице Раковецка, в непосредственной близости от тюрьмы Мокотув и Министерства внутренних дел и администрации. ABW располагает собственным учебным центром, расположенным в селе Эмув (Мазовецкое воеводство) в 21 км к востоку от Варшавы. ABW имеет отделения почти во всех крупных городах Польши, в том числе в Белостоке, Быдгоще, Гданьске, Катовице, Кракове, Люблине, Лодзи, Ольштыне, Ополе, Познани, Радоме, Жешуве, Щецине, Варшаве, Вроцлаве и Зелёна-Гуре. Кроме того, ABW имеет своих представителей в польских дипломатических миссиях в Берлине, Брюсселе, Киеве, Лондоне, Москве и Праге.
ABW тесно сотрудничает с разведкой НАТО и других членов Европейского союза, а также других стран, включая Афганистан, Израиль, Казахстан и Черногорию. ABW взаимодействовала со Службой безопасности Украины в рамках подготовки к Евро-2012 по вопросам обеспечения безопасности мероприятия.

## Контроль за деятельностью ABW
Законодательством Польши предусмотрен контроль за деятельностью ABW и других спецслужб со стороны премьер-министра страны, который осуществляет контроль либо непосредственно, либо через специально назначенного министра. Глава ABW докладывает премьер-министру по актуальным вопросам безопасности страны. Премьер-министр имеет право выдвижения кандидатур на должность главы ABW, с учётом позиции президента Польши{{sfn|Annual Report 2009|2010}.} Президент также оставляет за собой право получать информацию непосредственно от главы ABW. Комитет по делам спецслужб при правительстве Польши несёт ответственность за планирование, координацию и контроль деятельности ABW и других спецслужб. Правовые аспекты деятельности агентства находятся под контролем Генерального прокурора Польши, которого глава ABW регулярно информирует о текущих операциях агентства. Кроме того, Специальный комитет по разведке польского Сейма оценивает деятельность агентства, давая заключения по вопросам бюджета и взаимодействия между спецслужбами Польши.

## Руководство
| Руководитель | Руководитель                                  | Сроки пребывания в должности | Сроки пребывания в должности |
| #            | Имя и фамилия                                 | Начало                       | Окончание                    |
| ------------ | --------------------------------------------- | ---------------------------- | ---------------------------- |
| 1            | доктор Анджей Барциковский                    | 29 июня 2002                 | 1 ноября 2005                |
| 2            | генерал бригады Витольд Марчук                | 2 ноября 2005                | 11 сентября 2006             |
| 3            | Богдан Свенчковский                           | 11 сентября 2006             | 2 ноября 2007                |
| –            | Ежи Кициньский (пол. Jerzy Kiciński, и.о.)    | 2 ноября 2007                | 15 ноября 2007               |
| –            | Томаш Климек (пол. Tomasz Klimek, и.o.)       | 15 ноября 2007               | 16 ноября 2007               |
| 4            | генерал бригады Кшиштоф Бондарык              | 16 ноября 2007               | 15 января 2013               |
| 5            | генерал бригады Дариуш Лучак                  | 15 января 2013               | 19 ноября 2015               |
| –            | полковник, профессор, доктор Пётр Погоновский | 19 ноября 2015               | 18 января 2016               |
| 6            | полковник, профессор, доктор Пётр Погоновский | 19 февраля 2016              | 2 февраля 2020               |
| 7            | полковник Кшиштоф Вацлавек                    | 3 февраля 2020               | н. в.                        |

## Скандалы
После своего создания в 2002, ABW провело несколько операций, вызвавших неоднозначную реакцию в обществе. Так, в июле 2006 ABW был арестован бывший депутат сейма Польши Кшиштоф Рутковский по обвинению в отмывании денег, который был выпущен на свободу спустя год.
Спустя некоторое время после гибели в авиакатастрофе в апреле 2010 президента Польши Леха Качиньского и других руководителей Польши члены партии Право и справедливость выступили с заявлением, что ABW шпионило за Лехом Качиньским и Первой леди Марией Качиньской во время государственного визита в Грузию в 2008.
В мае 2011 ABW провело обыск в доме владельца сайта AntyKomor.pl (этот сайт в сатирической форме критиковал президента Польши Бронислава Комаровского), заявив, что сайт нарушает статью 135 польского Уголовного кодекса («оскорбление президента»), что вызвало критику со стороны оппозиции с обвинениями правительства в удушении свободы слова. По этому поводу премьер-министр Польши Дональд Туск заявил впоследствии, что агентство стало жертвой «правовой неопределённости» уголовного кодекса.
В октябре 2014 ABW на основании «определённых подозрений» инициировало процедуру отзыва права на проживание в Польше корреспондента МИА «Россия Сегодня» Леонида Свиридова, проживавшего в Польше на постоянной основе с 2003 года. Документы по делу засекречены, к ним нет доступа даже у адвоката журналиста Ярослава Хелстовского.